# Весоловский, Юзеф
Юзеф Весоловский (пол. Józef Wesołowski; 15 июля 1948, Новы-Тарг, Польша — 27 августа 2015, Ватикан) — польский католический прелат, архиепископ Римско-католической церкви в 1999—2014 годах, дипломат. Титулярный архиепископ Слебте с 3 ноября 2000 по 27 июня 2014. Первый апостольский нунций, лишённый сана за педофилию.

## Биография
В 1966 году окончил Среднюю школу имени Северина Гощинского в Новы-Тарг.
Закончил краковскую Высшую духовную семинарию. 21 мая 1972 года рукоположен в священники в Кракове (Польша).
С 3 ноября 1999 года — титулярный архиепископ Слебте и апостольский нунций в Боливии.
6 января 2000 года рукоположен в епископы.
С 16 февраля 2002 года — апостольский нунций в Казахстане и, по совместительству, в Таджикистане. С 6 июля 2002 года, по совместительству, апостольский нунций в Кыргызстане и Узбекистане.
С 24 января 2008 года по 21 августа 2013 года — апостольский нунций в Доминиканской Республике.

### Расследование сексуального насилия над детьми
В 2013 году Весоловского отстранили от должности после появившихся в СМИ сообщений о том, что он платил за секс несовершеннолетним мальчикам, с которыми знакомился в центре Санто-Доминго.
27 июня 2014 года Весоловский был признан виновным в сексуальном насилии над детьми и лишён церковного сана. Это первый подобный случай в истории.